# 랴오둥반도 반환 조약
랴오둥반도 반환 조약(일본어: 奉天半島還付ニ関スル条約, 중국어: 交還奉天省南邊地方條約)은 1895년 11월 8일에 청나라와 일본 제국 사이에 맺어진 조약으로, 이 조약에 따라 일본은 청나라로부터 할양받은 랴오둥 반도(요동반도)를 반환하였다.

## 명칭
현대 일본에서는 요동환부조약(遼東還付条約), 중국에서는 랴오난 조약(遼南條約)으로 칭한다. 

## 배경

### 청일 전쟁
1894년(청 광서 19년, 일본 메이지 27년) 7월 발발한 청일 전쟁의 결과, 이 전쟁에서 승리한 일본은 1895년 4월 17일, 패전국인 청나라로부터 랴오둥반도(펑톈반도)와 타이완섬, 펑후 제도를 영구히 할양받고 전쟁 배상금 2억냥(1895년 당시 3억 2천엔)을 지불하도록 하는 내용의 시모노세키 조약을 체결하였다. 이로서 청나라의 랴오둥반도와 타이완섬, 펑후 제도는 일본이 전쟁으로 얻은 첫 해외 영토가 되었다.

### 삼국 간섭
하지만 이 사태를 주시하던 러시아는 동맹관계에 있던 프랑스와 독일을 끌어들여, 일본의 랴오둥반도 획득이 청일 양국의 우호를 해치며, 동아시아의 평화에 위협이 된다는 이유로 일본이 랴오둥반도를 차지하는 것은 옳지 못하며, 청나라에 다시 반환하도록 일본정부를 압박하였고, 반환이 이루어지지 않을 경우 무력을 행사할 뜻이 있음을 일본에 내비치었다. 일본은 결국 이 세 나라의 힘에 굴복하여 랴오둥반도를 청나라에게 반환하기로 합의하였다.

## 조약 체결
1895년 11월 8일, 청나라 베이징에서 청나라 대표 리훙장(李鴻章)과 일본 대표 하야시 다다스(林董)가 참석하여 조약이 체결되었다.

## 조약내용
1. 일본 제국은 청나라에 랴오둥반도를 반환한다.
2. 청나라는 1895년 11월 16일까지 반환에 대한 배상금으로 일본에 은화(銀貨) 3000만냥을 지불한다.
3. 배상금을 받은 3개월 이내에, 일본군은 랴오둥반도에서 철수한다.

## 영향

### 일본
일본 국내에서 대러 감정이 악화되었으며 조선과 만주를 두고 러시아와 갈등이 심화되었으며 러일 전쟁이 발발하는 요인이 되었다.

### 러시아
랴오둥반도를 청나라에게 되돌려준 대가로 1898년, 청나라로부터 랴오둥반도의 뤼순항과 다롄항을 조차받고 철도를 부설하였으며 군항을 설치하였다.

### 조선
친러시아 성향의 명성황후가 일본에 의해 암살된 후, 조선 정부의 러시아에 대한 의존도는 더욱 높아져, 1896년 2월 고종이 러시아 공사관으로 거처를 옮기는 사건이 일어났다.

## 기타
- 청일 전쟁
- 시모노세키 조약
- 랴오둥반도
- 삼국 간섭
- 을미사변
- 러일 전쟁